# 郭志清
郭志清（Joyce Ma，本姓Gotson）是香港交易所上市的時裝集團Joyce Boutique的創辦人及前行政總裁，亦是香港望族郭沛勳家族的第四代後人、郭順的孫女，出生於上海，8歲時隨家人移民澳洲，其後移居香港，在家族公司永安百貨內經營一個規模較小的時裝專櫃。

## 生平
郭志清與丈夫馬景華於1970年創立「Joyce Boutique」，首家「Joyce Boutique」在文華酒店開業，陸續引進Balenciaga、Chantal Thomas、Emmanuelle Khanh、Jean Patou、Lanvin、Yves Saint Laurent、Jean Muir、Ossi Clark 及 Zandra Rhodes等品牌。1970年代中期第二家「Joyce Boutique」在半島酒店開業，陸續將Byblos、Emilio Pucci、Etro、Genny、Gianni Versace、Giorgio Armani、Gucci、Kenzo、Missoni、Prada、Valentino 及 Walter Albini等品牌帶入香港，接着又將Chloe、Paco Robanne、Sonia Rykiel 及 Geoffrey Beene納入旗下。在70年代後期，郭志清將第一次出現在巴黎舞台的日本設計師「Comme des Garçons」的川久保玲（Rei Kawakubo）、山本耀司（Yohji Yamamoto）及三宅一生（Issey Miyake）等人引入了香港。
1980年代郭志清繼續引入新品牌，包括Alaia、Christian Lacroix、Claude Montana、Courrèges、Herve Leger、Jean Paul Gaultier、Jil Sander、Karl Lagerfeld、Maud Frizon、Philippe Model、Roger Vivier、Robert Clergerie、Thierry Mugler、Bottega Venetta、Dolce & Gabbana、Fendi、Krizia、Moschino Romeo Gigli、Sybilla、Bill Blass、Donna Karan、Oscar de la Renta、John Galliano、Paul Smith 及 Vivienne Westwood等，也是通過「Joyce Boutique」在香港發布。
其後更為部分品牌包括Byblos、Donna Karan、DKNY、Emporio Armani、Genny、Giorgio Armani、Issey Miyake、Jil Sander、Karl Lagerfeld、Krizia、Maud Frizon、Missoni、Romeo Gigli、Sonia Rykiel、Thierry Mugler 及 Yohji Yamamoto 開設品牌專門店。
1990年郭志清開始發展和整合「特殊生活方式零售」的概念，開設「JOYCE Flowers」、「JOYCE Beauty」、「JOYCE Café」及「JOYCE Living」等。同時期繼續發掘有潛力的新設計師，包括掀起新浪潮的比利時品牌Dries Van Noten、Ann Demeulemeester、Martin Margiela、Veronique Branquinho 及 AF Vandevoorst 等，並吸納Boss、Costume National、Dior Homme、Helmut Lang、Junya Watanabe、Marc Jacobs、Marc by Marc Jacobs、Marni、Miu Miu、Tod's、Viktor & Rolf 及 Y's 等品牌，而部分經典品牌如Prada、Gucci、Burberry、Yves Saint Laurent 等再次與郭志清合作發佈新時裝系列。
2000年代郭志清面臨時尚界日趨激烈的競爭，部分品牌脫離「Joyce Boutique」自行開設專門店。在連年虧損後於2000年將51%控制性股權出售給會德豐，更於2007年退出管理層。
郭志清及馬景華二人育有兩位女兒：馬美儀（Adrienne Maria MA）及馬美域（Yvette Therese MA）。

## 國際榮譽及獎項
- Cavaliere del Lavoro（1973年，意大利）
- Chevalier del'Ordre de la Couronne（1994年，比利時）
- Ufficiale dell'Ordine al Merito della Repubblica Italiana（1995年，意大利）
- Chevalier dans l'Ordre National de la Legion d'Honneur（2005年，法國）
- Officer in the Leopold II Order（2006年，比利時）
- Walpole Medal of Excellence（2007年，英國）[3]